# Овечкин, Владимир Александрович
Влади́мир Алекса́ндрович Ове́чкин (28 апреля 1961, Ростов-на-Дону, СССР) — российский художник, дизайнер, музыкант, легенда андеграунда Ростова-на-Дону, создатель музыкальных проектов «Павлин-Мавлин», «Абонент-09», «Короли и Капуста», «Кэш», «Отравители колодцев», «Люся съела Диму».

## Биография
Учился в средней школе № 32 г. Ростов-на-Дону, затем окончил РИСИ (сейчас РГСУ) по специальности — «Автодороги и Мосты» в 1983 году. Работал на строительстве Ростсельмаша с 1983 по 1992. 
В 1980-1990-х Овечкин инициировал создание целого ряда музыкальных проектов — «Павлин-Мавлин», «Абонент-09», «Короли и Капуста», «Кэш», «Отравители колодцев», «Люся съела Диму».
В 2003 в содружестве с модельером Викторией Харченко создает известный российский бренд молодежной одежды FORMALAB, где являлся совладельцем и бессменным креативным директором.
В 2011 выходит из состава компании и начинает заниматься живописью. Участвовал в работе Галерея 16-я линия. Проводил персональные выставки в городах: Ростов-на-Дону, Краснодар, Москва. Участник выставки современного искусства VIENNAFAIR, Галереи Марата Гельмана, проект Трасса М4
В 2009 году в арт-кафе «Артист» состоялось открытие выставки «Трэш-Передвижники»
Экспозиция, созданная совместно с дизайнером Евгением Золотухиным включала в себя 20 работ, выполненных в стилистике «нео-трэш-арт». В 2010 выставка была представлена на первой Южно-Российской Биеннале современного искусства
В 2013 возвращается к созданию одежды под собственным брендом
В 2015 году выпускает серию дизайнерских ватников под своим брендом
Помимо собственных музыкальных проектов писал тексты для Балаган Лимитед, Шиншиллы, Дмитрия Маликова